# Igor Štohl
Igor Štohl (* 27. September 1964 in Bratislava) ist ein slowakischer Schachmeister und Schachpublizist.

## Werdegang

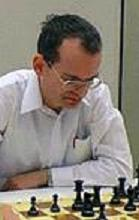
Igor Štohl, SFR Neukölln, 1998 in Solingen.

Štohl hat das Schachspiel mit zehn Jahren erlernt. 1982 wurde er Zweiter bei der Juniorenweltmeisterschaft, ein Jahr später Internationaler Meister. Im Jahr 1984 war er slowakischer Meister. Er gewann mehrere internationale Turniere, unter anderem die Dortmunder Schachtage 1991. Im Jahr 1992 erhielt er den Großmeistertitel.
Seit Jahren arbeitet er für ChessBase, wo er auch an einer Monographie über den Weltmeister Emanuel Lasker mitgewirkt hat. Seit 2012 trägt er den Titel FIDE Senior Trainer. 
Štohl ist ein promovierter Jurist, hat aber nie in diesem Bereich gearbeitet. Er ist verheiratet und hat zwei Töchter.

## Nationalmannschaft
Igor Štohl nahm an fünf Schacholympiaden teil, und zwar 1990 und 1992 für die Tschechoslowakei, 1994, 2000 und 2006 für die Slowakei. Außerdem nahm an den Mannschaftseuropameisterschaften 1989 (für die Tschechoslowakei), 1997, 1999 und 2001 (für die Slowakei) teil.

## Vereine
In der slowakischen Extraliga spielte Štohl in der Saison 1992/93 für den Meister ELAI Bratislava, von 1993 bis 1998 für den Lokomotíva ŽOS Trnava, mit dem er 1994 Mannschaftsmeister wurde, von 1998 bis 2002 für den ŠK Bestex Nové Zámky, von 2004 bis 2006 und erneut von 2011 bis 2017 für den SK Slovan Bratislava, mit dem er 2013 Mannschaftsmeister wurde und am European Club Cup 1998 teilnahm, in der Saison 2008/09 für den ŠK Dunajská Streda, von 2009 bis 2011 für den ŠK Prievidza, mit dem er 2010 die Mannschaftsmeisterschaft gewann, und seit 2017 für den ŠK Modra; außerdem vertrat er die Mannschaft von Corpora Lipovec 2001 und 2002 beim European Club Cup teilnahm.
In der tschechischen Extraliga spielte er in der Saison 1993/94 für den TJ Bohemians Prag, mit dem er Meister wurde und am European Club Cup 1994 teilnahm in der Saison 1994/95 für den ŠK CSABI Slavia Havířov, von 1995 bis 1998 für die Mannschaft von A64 MILO Olomouc, mit der er 1998 Meister wurde und am European Club Cup 1996 teilnahm, in der Saison 1999/2000 für den ŠK Dům armády Prag, von 2000 bis 2003 für den ŠK Hagemann Opava, mit dem er 2002 Meister wurde, von 2003 bis 2006 für den ŠK Bauset Pardubice, mit dem er 2005 und 2006 Meister wurde, von 2007 bis 2010 für den TJ Zikuda Turnov, von 2012 bis 2016 für den TJ TŽ Třinec, in der Saison 2016/17 für den ŠK Labortech Ostrava, in der Saison 2018/19 für Moravská Slavia Brno und in der Saison 2019/20 für ŠK Dopravní podnik Praha.
In der deutschen 1. Bundesliga spielte Štohl von 1990 bis 1995 für den Münchener SC 1836, von 1995 bis 1997 für den Delmenhorster Schachklub, von 1997 bis 2004 für die SF Neukölln und von 2006 bis 2008 für den TSV Bindlach-Aktionär. Ab der Saison 2009/10 war er für den SV Hattingen fünft- und viertklassig gemeldet.
In der österreichischen 1. Bundesliga (bis 2003 Staatsliga A) spielte Štohl von 1990 bis 1994 für den SK Flötzersteig-Breitensee, in der Saison 1996/97 für Energy Trade-Excalibur Friedberg, von 2000 bis 2002 für Union Raika Gamlitz, von 2004 bis 2007 für Union Styria Graz, mit denen er 2006 Meister wurde, von 2007 bis 2010 für den SK Advisory Invest Baden, mit dem er 2008 Meister wurde, und seit 2016 für den SK Ottakring.
In Ungarn spielte er bis 2002 für Nagykanizsa TSK und von 2002 bis 2010 für den Csuti Antal SK. Zalaegerszeg, mit dem er 2003, 2004, 2005, 2006 und 2008 die Mannschaftsmeisterschaft gewann und am European Club Cup 2004 teilnahm. In der Saison 2016/17 spielt Štohl für Lila Futó-Hóbagoly SE. In der polnischen Mannschaftsmeisterschaft spielte er 1999 und 2000 für KS MOSiR-Budosak Zabrze, in Kroatien spielt er für Osijek, in der belgischen Interclubs spielte er in der Saison 2017/18 für den TSM Schaakklub aus Mechelen.

## Schachbücher
- Vilnius 1960, 2001
- Instructive Modern Chess Masterpieces, Gambit Publications Ltd, 2001, ISBN 1-904600-04-2 (deutsche Übersetzung: Instruktive Meisterwerke aus der modernen Schachpraxis, 2003).
- Garry Kasparov's Greatest Chess Games, Volume 1, Gambit Publications Ltd, 2005 (deutsche Übersetzung: Garri Kasparows beste Schachpartien Band 1, 2005)
- Garry Kasparov's Greatest Chess Games, Volume 2, Gambit Publications Ltd, 2006 (deutsche Übersetzung: Garri Kasparows beste Schachpartien Band 2, 2007)